# Liste des îles d'Albanie
Les îles de l'Albanie sont majoritairement lacustres : seule l'île de Sazan et les petites îles Ksamil sont maritimes, baignées par la mer Adriatique.
| Nom                 | Étendue d'eau  | Superficie (km2) | Population |
| ------------------- | -------------- | ---------------- | ---------- |
| Sazan               | Mer Adriatique | 5.7              | 0          |
| Kunë                | Mer Adriatique | 1.4              |            |
| Mal Grad            | Lac Prespa     | 0.05             | 0          |
| Île de Zvërnec      | Lagune Narta   | 0.085            |            |
| Paqe                | Lac Koman      |                  |            |
| Îles Ksamil         | Mer Ionienne   | 0.07             |            |
| Île François-Joseph | Bojana         | 0.05             |            |

## Référence
- (en) Cet article est partiellement ou en totalité issu de l’article de Wikipédia en anglais intitulé « List of islands of Albania » (voir la liste des auteurs).